# موتور ميرك
موتور ميرك (بالإنجليزية: Mowtowr-e Mirak)‏ هي منطقة سكنية تقع في سيستان وبلوتشستان في إيران. يقدر عدد سكانها بـ 52 نسمة .